# Campo di gara
Il campo di gara è lo spazio deputato allo svolgimento di un determinato sport.

## Tipi di campi di gara
I vari campi di gara possono essere sostanzialmente accomunati in tre grandi categorie:
- Campo sportivo, generalmente  utilizzato per gli sport di squadra, ma rientrano in questa categoria anche molti altri campi di gara per sport quali il nuoto, il tiro o l'equitazione [1]
- Pista, utilizzata per gli sport che prevedono competizioni su di una pista (ciclismo su pista, automobilismo, motociclismo)
- Campo di regata, utilizzato per gli sport acquatici, solitamente si tratta di un campo di gara naturale (mare, fiume, lago), con delle tribune allestite per il pubblico

## Campi di gara
| Tipo            | Sport                              | Campo di gara                      | Immagine del campo di gara | Impianto               | Immagine dell'impianto |
| --------------- | ---------------------------------- | ---------------------------------- | -------------------------- | ---------------------- | ---------------------- |
| Campo sportivo  | Calcio                             | Campo da calcio                    |                            | Stadio                 |                        |
| Campo sportivo  | Tennis                             | Campo da tennis                    |                            | Circolo tennis         |                        |
| Campo sportivo  | Baseball                           | Campo da baseball                  |                            | Stadio di baseball     |                        |
| Campo sportivo  | Hockey su ghiaccio                 | Campo da hockey su ghiaccio        |                            | Stadio del ghiaccio    |                        |
| Campo sportivo  | Hockey su prato                    | Campo da hockey su prato           |                            | Stadio                 |                        |
| Campo sportivo  | Hockey su pista                    | Campo da hockey su pista           |                            | Palazzetto dello sport |                        |
| Campo sportivo  | Pallacanestro                      | Campo da basket                    |                            | Palazzetto dello sport |                        |
| Campo sportivo  | Tiro a volo Tiro a segno           | Poligono di tiro                   |                            | Poligono di tiro       |                        |
| Campo sportivo  | Atletica leggera "Track and field" | Pista e pedane di atletica leggera |                            | Stadio                 |                        |
| Campo sportivo  | Nuoto Pallanuoto Tuffi             | Piscina                            |                            | Acquatic center        |                        |
| Pista           | Pattinaggio di velocità            | Pista di pattinaggio               |                            | Stadio                 |                        |
| Pista           | Automobilismo Motociclismo         | Circuito                           |                            | Autodromo              |                        |
| Pista           | Ciclismo su pista                  | Anello                             |                            | Velodromo              |                        |
| Pista           | Ippica                             | Pista di trotto Pista di galoppo   |                            | Ippodromo              |                        |
| Pista           | Sci alpino                         | Pista da sci                       |                            | Stazione sciistica     |                        |
| Pista           | Bob Slittino Skeleton              | Pista di bob                       |                            | Impianto per il bob    |                        |
| Campo di regata | Canottaggio                        | Lago Bacino Bacino artificiale     |                            | Rowing park            |                        |
| Campo di regata | Canoa fluviale                     | Fiume                              |                            | Fiume Canoeing park    |                        |
| Campo di regata | Vela                               | Mare Lago                          |                            | Circolo velico         |                        |